# Holländare (pappersmassa)

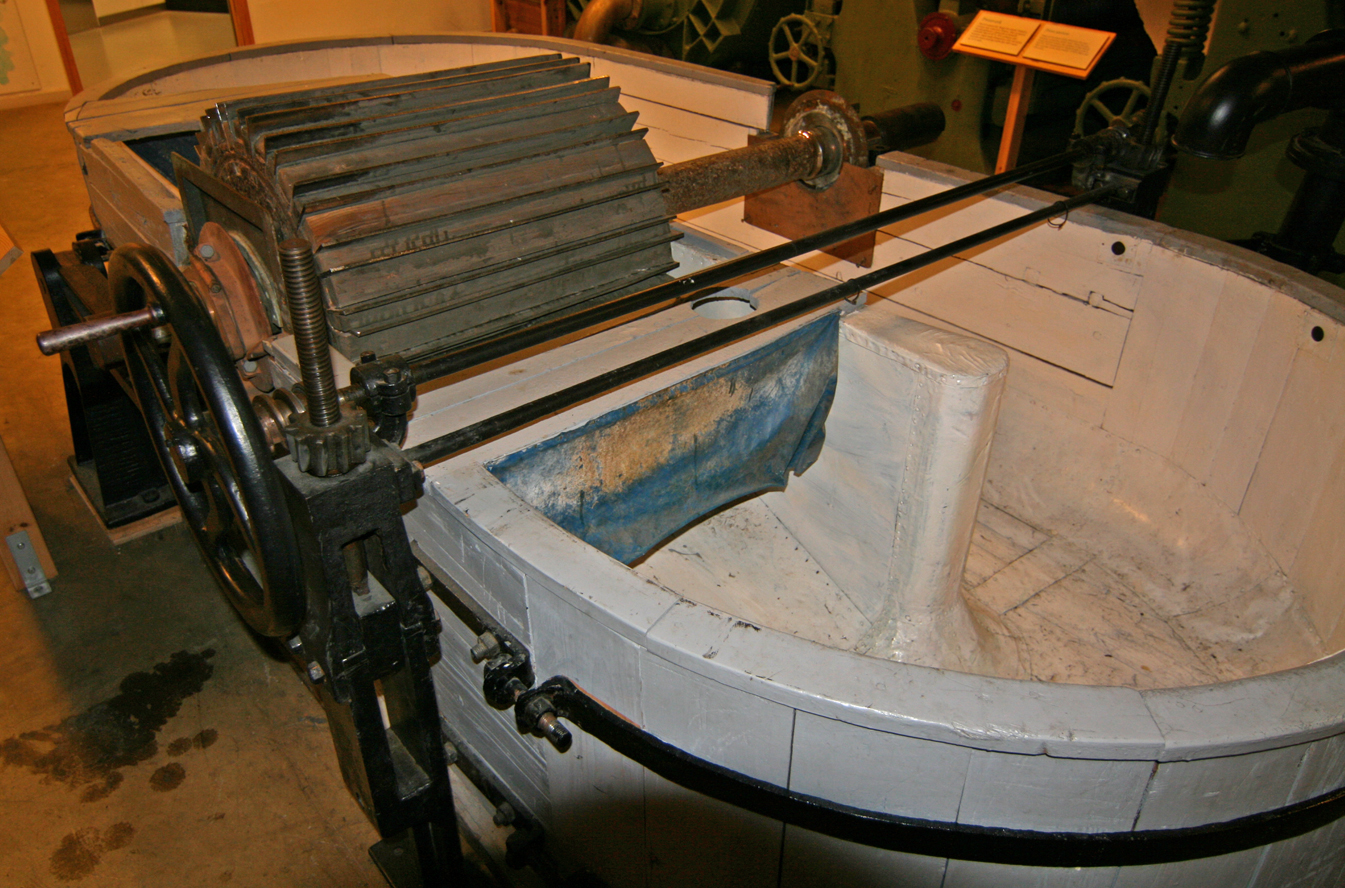
Holländare.

En holländare är en maskin som används för att mala våt pappersmassa. Maskinen uppfanns i Holland på 1600-talet. Med hjälp av roterande knivar slits textilier ner till den fiberstorlek som önskas.